# 東京カトリック神学院
東京カトリック神学院（とうきょうカトリックしんがくいん）は、かつて東京都練馬区にあったカトリックの神学校である。

## 概要
1929年開校、2009年2月に閉校。同年4月、東京カトリック神学院と福岡の聖スルピス大神学院が統合・合併し日本カトリック神学院が開校され、同校は東京キャンパスとなる。2019年4月、東京・福岡諸教区共立神学校を設立。東京カトリック神学院となる。2024年3月、2つの神学校が再度統合され、東京カトリック神学院が「日本カトリック神学院」となった。

## 沿革
- 1872年 - 東京の番町でラテン学校として発足。
- 1929年 - 現在地（旧・石神井村字関）に東京公教大神学校（聖フランシスコ・ザベリオ大神学校）として設立。
- 1932年 - 布教聖省により日本の神学校（National Seminary）として認可。
- 1948年 - 布教聖省により諸教区神学校（Inter-diocesan Seminary）として認可。
- 1970年 - 日本司教協議会神学校司教委員会に移管。
- 2009年 - 2月、閉校。4月、日本カトリック神学院東京キャンパスとなる[5]。
- 2019年 - 東京・福岡諸教区共立神学校設立。東京カトリック神学院となる[1]。
- 2024年 - 日本カトリック神学院設立。東京カトリック神学院が日本カトリック神学院となる[6]。

## 所在地
- 〒177-0052　東京都練馬区関町東2-7-10